# Culinária do Tibete

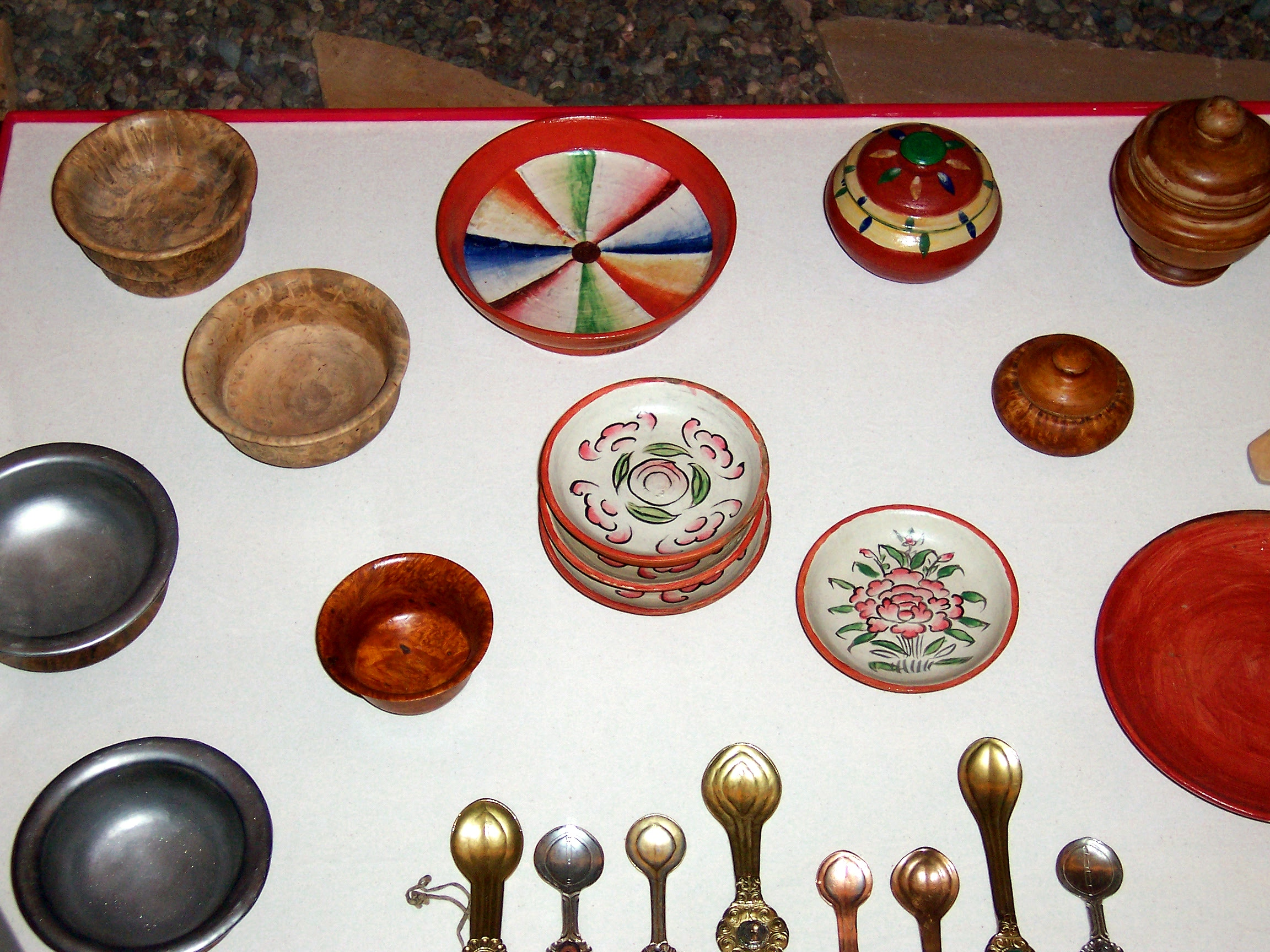
Tigelas e colheres tibetanas

A culinária do Tibete caracteriza-se pelas duras condições ambientais que marcam as grandes altitudes (mais de 4.500 metros) do Tibete, fazendo com que os ingredientes de seus pratos tenham um alto valor energético, assim como abundante aporte proteínico.

## Ingredientes

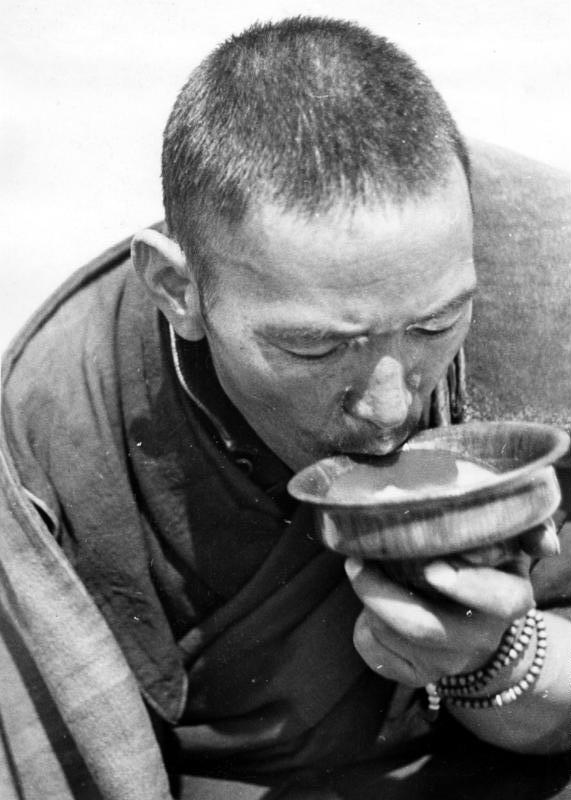
Tibetano tomando o chá de manteiga

Os ingredientes da culinária típica se adaptam às condições em que se localiza o território do Tibete.
Os tibetanos utilizam quase que exclusivamente a cevada, pois o arroz não cresce na altitude em que o Tibete se localiza. Pode-se dizer que a alimentação diária dos tibetanos se fundamenta em dois alimentos muito energéticos: a tsampa, que consiste na farinha de cevada moída (mas que pode também ser feita com trigo), e o chá tibetano, chamado de chá de manteiga (e também de chá salgado), elaborado com chá preto, manteiga de iaque e sal.
Os tibetanos se alimentam de carne de iaque, de ovelha ou de cabra, as vezes seca ou em forma de guisado com batatas. Também aproveitam o leite para fazer uma espécie de iogurte com um pouco de mel. Os queijos são muito apreciados. Não consomem pescado.
Entre as especiarias, a mais típica é a semente de mostarda.

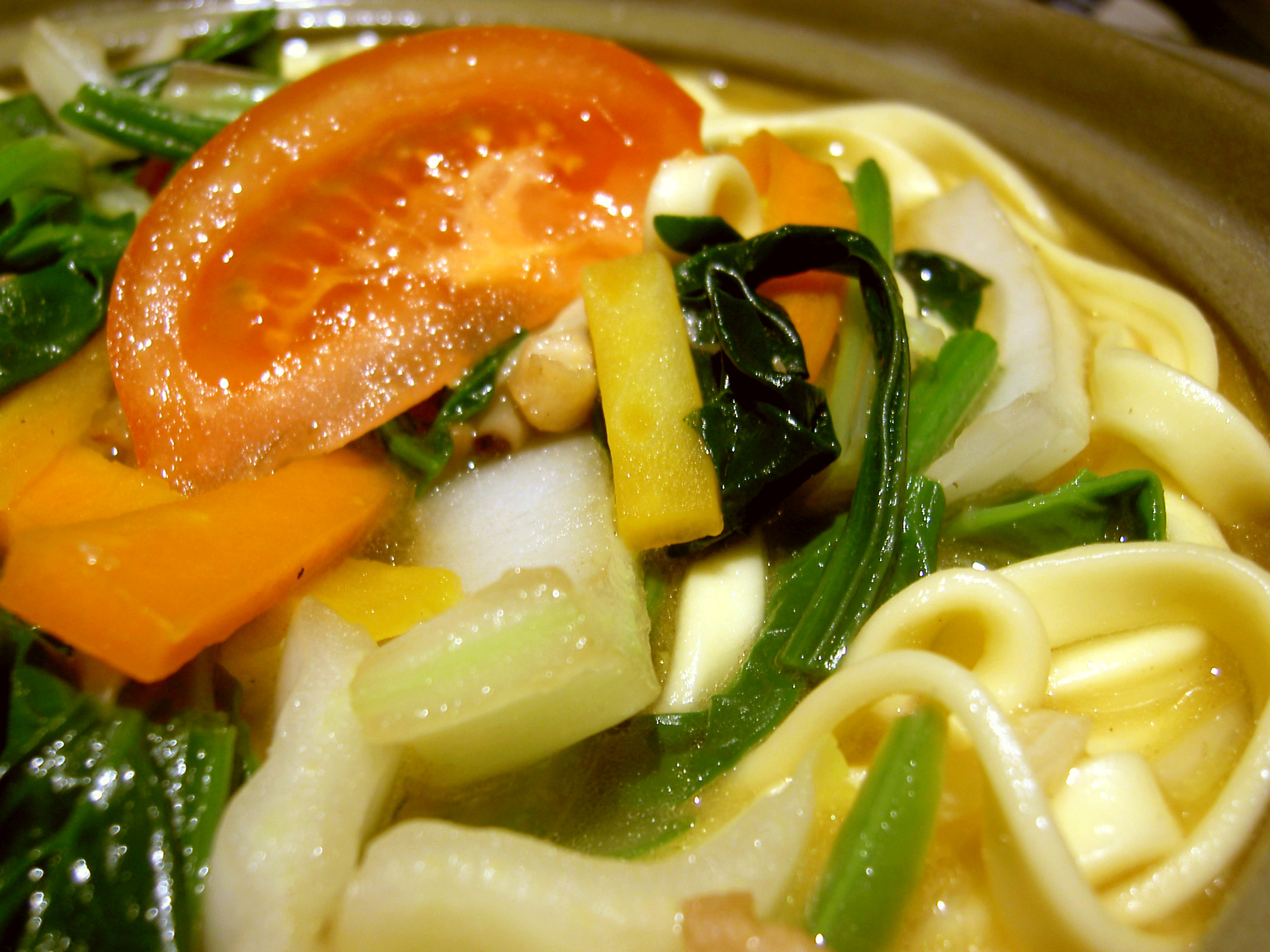
Thukpa

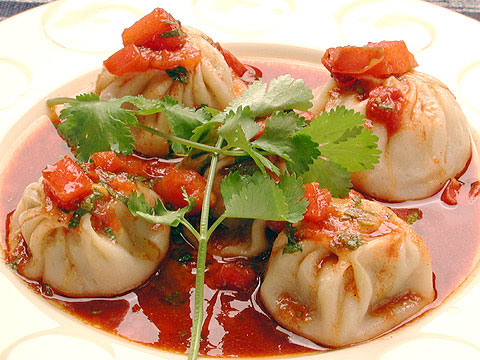
Momos

## Principais pratos
- Balep korkun - é um pão chato elaborado em uma frigideira.
- Thenthuk - é uma sopa com macarrão e vários vegetais.
- Thug-pa ou thukpa - é uma sopa de verduras, carne e massa.
- Momos - é uma massa com formato de ravioli e cozida no vapor
- Khabse - é uma espécie de bolacha

## Bebidas
Além do chá de manteiga e dos chás aromatizados com jasmim, os tibetanos bebem o chang, uma espécie de cerveja feita da cevada, e o raksi, um vinho de arroz.

## Costumes
Nas grandes cidades tibetanas, os restaurantes servem comida típica ao estilo da cozinha sichuan. No oeste do país se vê, hoje em dia, uma mistura de estilos, e que são muito populares, tal como carne de iaque com batata frita. Contudo, alguns pequenos resturantes servem, ainda, a comida tradicional tibetana, que persiste fora das grandes cidades e também na zona rural.